# سیاست در کره شمالی
سیاست کره شمالی (رسماً جمهوری دموکراتیک خلق کره) در چارچوب فلسفه رسمی دولتی، جوچه صورت می‌گیرد، مفهومی که توسط هوانگ جانگ یوپ ایجاد شده و بعداً به کیم ایل-سونگ نسبت داده شده‌است. نظریه جوچه بر این عقیده است که از طریق خودکفایی و یک دولت مستقل قوی می‌توان به سوسیالیسم واقعی دست یافت.
کره شمالی معمولاً در رسانه‌ها یک دولت کمونیستی افراطی یا استالینیستی توصیف می‌شود. اما برخی از تحلیلگران منتقد این دولت معتقدند این حکومت هیچ ارتباطی با ایدئولوژی مارکسیسم-لنینیسم یا حتی استالینیسم ندارد و یک حکومت ناسیونال سوسیالیستی (البته بدون سودای امپریالیستی) است که در طیف راست افراطی (و نه چپ افراطی) سپهر سیاست قرار می‌گیرد و بیشتر به حکومت ژاپن دهه ۱۹۳۰ شباهت دارد تا کشورهای بلوک شرق. نوعی «حکومت دفاع ملی» که یک اقتصاد دستوری را هدایت می‌کند که تنها وظیفه تجهیز بیشتر ارتش و تأمین پول بیشتری برای نیروهای نظامی را بر عهده دارد. قانون اساسی موجود که در سال ۱۹۷۲ تدوین شده و دو بار در سال‌های ۱۹۹۲ و ۱۹۹۸ اصلاح شده، از هرگونه اشاره‌ای به کمونیسم و مارکسیسم لنینیسم خودداری کرده و ایدئولوژی رسمی کشور را مکتب جوچه نامیده‌است.

## خودکفایی
خودکفایی

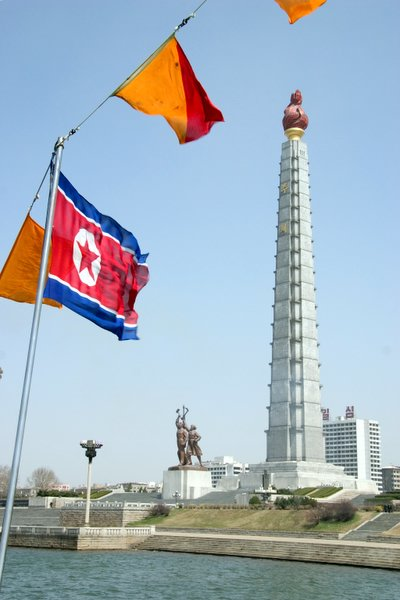
برج جوچه برج جوچ نمادی از فلسفه رسمی جوچه است.

به حالتی اشاره دارد که در آن اجبار به هیچ کمک خارجی، حمایت، یا تعاملی برای بقا نیاز نباشد؛ بنابراین خودکفایی نوعی از خودمختاری شخصی یا جمعی است. در مقیاس بزرگ، به حالت اقتصادی کاملاً خودکفا که با جهان خارج تجارتی ندارد، خودبسندگی گفته می‌شود.

## احزاب

### حزب کارگران کره
حزب بنیادی کره شمالی، و بزرگترین حزب دارای نمایندگی در مجمع عالی خلق است (گرچه انتخابات‌ها تا حد زیادی کلاهبرداری بوده و این مجمع نهادی تشریفاتی بدون قدرت زیاد تلقی می‌شود). این حزب تنها حزب حاکم در کره شمالی است گرچه به‌طور نامی دوژور با دو حزب قانونی دیگر همزیستی داشته و تشکیل جبهه دمکراتیک برای اتحاد مجدد سرزمین پدری را می‌دهد، که تنها وسیله‌ای برای این است که به‌طور تصنعی در نگاه شهروندان و خارجی‌ها دموکراسی به نظر برسد. این حزب در سال ۱۹۴۹ در نتیجه ادغام حزب کارگران کره شمالی و حزب کارگران کره جنوبی تشکیل شد.
نظام تک‌حزبی
به نوعی از نظام حزبی گفته می‌شود که در آن یک حزب سیاسی حکومت و دولت را تشکیل می‌دهد و دیگر احزاب اجازه ورود به دولت یا شرکت در انتخابات را ندارند.
گاهی اوقات درواقع این اصطلاح برای شرح نظام حزب حاکم استفاده می‌شود که در آن بر خلاف نظام تک‌حزبی احزاب غیر حاکم اجازه انتخابات چندحزبی دموکراتیک (حداقل به صورت ظاهری و صوری) را دارند، اما خط مشی‌ها یا بالانس قدرت سیاسی به‌طور مؤثر از پیروزی مخالفان در انتخابات ممانعت می‌کند. معمولاً در نظام‌های تک‌حزبی سرکوب جناح‌های سیاسی رویه‌ای آشکار است. از جمله کشوهای تک‌حزبی می‌توان به چین، سوریه و کره شمالی اشاره کرد.
جبهه دمکراتیک برای اتحاد مجدد سرزمین پدری
جبهه دمکراتیک برای اتحاد مجدد سرزمین پدری، تشکیل شده در ۲۲ ژوئیه ۱۹۴۶، یک جبهه متحد در کره شمالی است که توسط حزب کارگران کره رهبری می‌شود. این جبهه ابتدائاً جبهه دمکراتیک متحد کره شمالی خوانده می‌شد. جبهه سرزمین پدری هم بدان گفته می‌شود. سه حزب سیاسی کره شمالی، حزب کارگران کره، حزب سوسیال دمکراتیک کره و حزب چندویست چنگو هر سه در جبهه مشارکت دارند، گرچه تقریباً تمام قدرت در دست حزب کارگران است.
سازمان‌های عضو دیگر از جمله اتحاد کودکان، لیگ جوانان سوسیالیست کیم ایل سونگ و لیگ دمکراتیک زنان کره و صلیب سرخ کره‌است.

## رهبران
رهبران ابدی کره جوچه‌ای

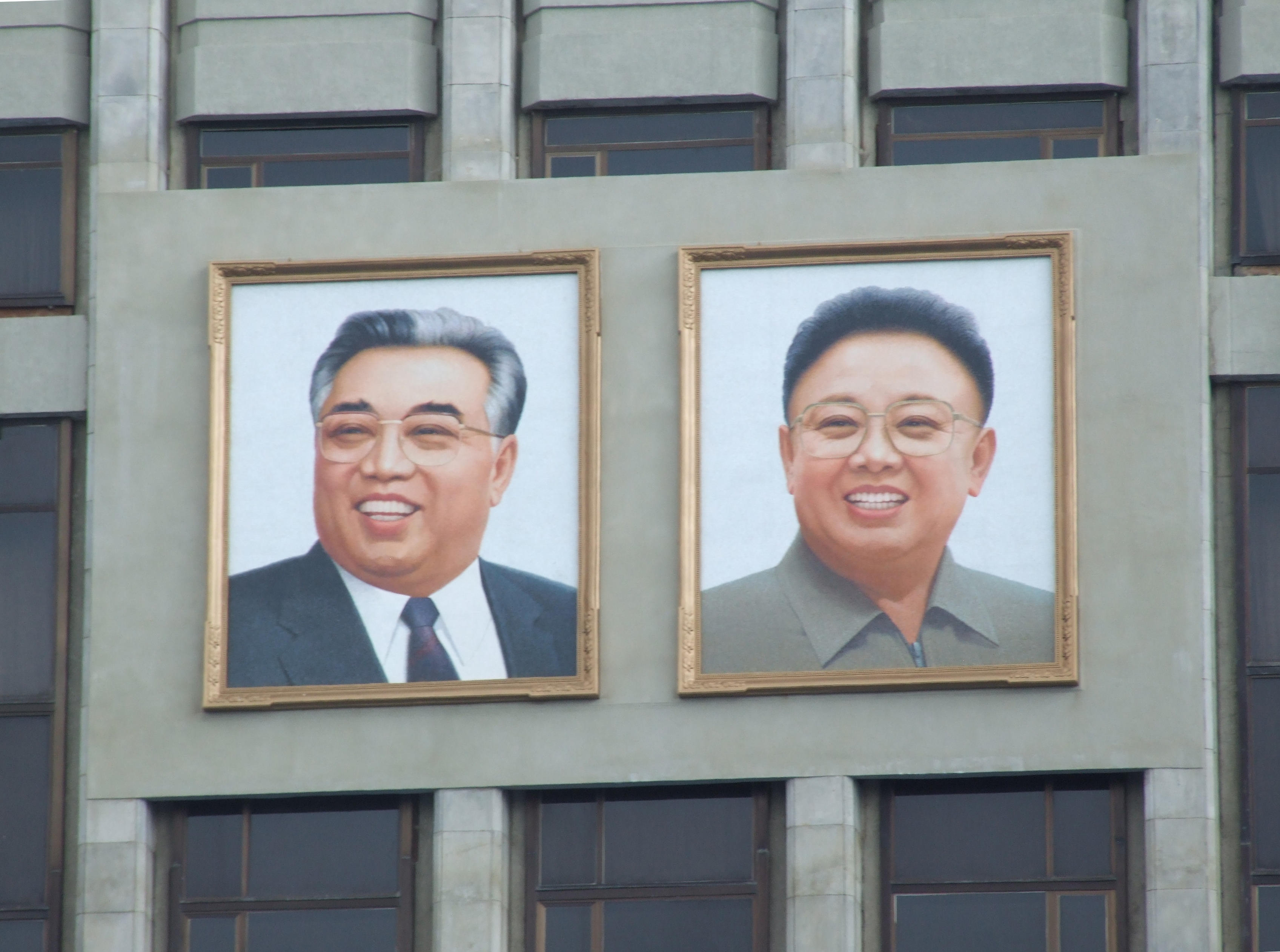
پرتره‌های رهبران ابدی کره جوچه‌ای، کیم ایل-سونگ (چپ), و رهبران ابدی کره جوچه‌ای، کیم جونگ-ایل (راست).

رهبران ابدی کره جوچه‌ای مناصبی هستند که خطی اضافه شده به مقدمه قانون اساسی سوسیالیستی جمهوری دمکراتیک خلق کره در ۳۰ ژوئن ۲۰۱۶ ایجاد شدند.
پیشتر عنوان رئیس‌جمهور ابدی کره شمالی را سطری در مقدمه قانون اساسی کره شمالی تعیین کرد و در ۵ سپتامبر ۱۹۹۸ مورد اصلاح قرار گرفت. بر اساس آن: «تحت رهبری حزب کارگران کره، جمهوری دموکراتیک خلق کره و خلق کره، رهبر معظم رفیق کیم ایل سونگ را به‌عنوان رئیس‌جمهور ابدی تحسین می‌کنند.» بنابراین این عنوان همیشه فقط درباره او گفته خواهد شد.

## قوه مقننه
نظام حقوقی کشور بر اساس نظام حقوق مدنی پروس بنا شده که ژاپنی‌ها و نظریات حقوقی کمونیستی هم بر آن تأثیر گذاشته‌اند. امکان بازنگری قوانین توسط مراجع قضایی وجود ندارد. قوه مقننه کره‌شمالی از یک مجلس قانون‌گذاری به نام مجلس عالی خلق با ۶۸۷ عضو (برای ۵ سال) تشکیل شده که اعضای آن در انتخابات عمومی تعیین می‌شوند. آخرین دوره انتخابات در سال ۲۰۱۴ برگزار شده و دوره بعدی در سال ۲۰۱۹ برگزار می‌شود. انتخابات به این صورت است که حزب کارگران کره حزب حاکم کشور فهرستی از کاندیداها را منتشر کرده و بدون هیچ رقیبی انتخاب خواهند شد و تعداد معینی از کرسی‌ها برای احزاب کوچکتر در نظر گرفته می‌شود. این مجلس علاوه بر وضع قانون، نخست‌وزیر و قضات دادگاه عالی کشور را هم انتخاب می‌کند. قدرت اصلی از زمان تأسیس کشور در سال ۱۹۴۸ در اختیار حزب کارگران کره بوده‌است. دو حزب چوندوئیست چونگو و حزب سوسیال دموکرات هم در کشور فعال هستند که تحت کنترل حزب حاکم قرار دارند. عالی‌ترین نهاد، شورای دفاع ملی است که کیم جونگ-اون ریاست آن را بر عهده دارد.

## مکتب جوچه
کیم ایل سونگ، نخستین رهبر جمهوری دموکراتیک خلق کره (کره شمالی)، ایدئولوژی «جوچه» را که بر خودکفایی و استقلال تأکید دارد، به‌عنوان ایدئولوژی رسمی حکومت برگزید. پس از درگذشت او در سال ۱۹۹۴، پسرش، کیم جونگ ایل، رهبری کشور را بر عهده گرفت. با مرگ کیم جونگ ایل در سال ۲۰۱۱، پسرش، کیم جونگ اون، به‌عنوان رهبر کره شمالی منصوب شد.

## انتخابات
در کره شمالی انتخابات، همیشه تنها با حضور یک نامزد (رهبر کشور) برگزار می‌شود. رای‌دهندگان می‌توانند با خط زدن نام آن نامزد علیه او رأی بدهند.البته تبعات این کار به عهده خود شخص است.

## عضویت در سازمان‌های بین‌المللی
این کشور عضو سازمان ملل متحد است و در سازمان‌های فائو، ایکائو، گروه ۷۷، کمیته بین‌المللی المپیک، آنکتاد، یونسکو، یونیدو، سازمان بهداشت جهانی، جنبش غیرمتعهدها نیز عضویت دارد.